# Far (cartier în Constanța)
Far este un cartier în Constanța, al cărui nume este dat de renumitul far care luminează noaptea traseul vapoarelor ce navighează pe Marea Neagră și ancorează în Portul Constanța.

 Acest articol despre o localitate din județul Constanța este deocamdată un ciot. Puteți ajuta Wikipedia prin completarea lui.